# Бърк (окръг, Северна Каролина)
Вижте пояснителната страница за други значения на Бърк.
Окръг Бърк (на английски: Burke County) е окръг в щата Северна Каролина, Съединени американски щати. Площта му е 1334 km², а населението – 88 851 души (2016). Административен център е град Моргантън.